# فيدور إميليانينكو
فيدور فلاديميروفيتش إميليانينكو (مواليد 28 سبتمبر 1976) هو سياسي روسي، ومقاتل فنون قتالية مختلطة سابق، وممارس سامبو، وجودو. كان إميليانينكو بطل برايد للوزن الثقيل من عام 2003 حتى إغلاق المنظمة في عام 2007، وبطل العالم في السامبو القتالي أربع مرات، وحاصل على الميدالية البرونزية الوطنية الروسية للجودو مرتين، من بين بطولات وأوسمة أخرى. كما تنافس أيضًا في حلقات شبكة القتال، والقوة الضاربة، وإم-1 غلوبل، ورايزن، وبيلاتور، ويُعتبر المقاتل الأبرز الذي لم ينافس مطلقًا في يو إف سي. يعتبر إميليانينكو على نطاق واسع أحد أعظم مقاتلي الفنون القتالية المختلطة على الإطلاق، حيث تم تصنيفه باستمرار كأفضل مقاتل في الوزن الثقيل من عام 2003 حتى عام 2010، وأفضل مقاتل في العقد الأول من القرن الحادي والعشرين. ساعدت مسيرة إميليانينكو المهنية في نشر رياضة الفنون القتالية المختلطة في وطنه روسيا بعد أن حظيت بالاهتمام في اليابان وكوريا الجنوبية والولايات المتحدة وفي جميع أنحاء العالم.
بدأ إميليانينكو مسيرته المهنية في الفنون القتالية المختلطة في 21 مايو 2000، محققًا أربعة انتصارات متتالية قبل خسارة مثيرة للجدل في ديسمبر 2000. لم يهزم إميليانينكو في نزالته الـ28 التالية حتى يونيو 2010، بما في ذلك انتصاراته على أربعة أبطال سابقين في يو إف سي، وبطل برايد واحد، وبطل سابق واثنين من أبطال كيه-1 المستقبليين واثنين من الميداليات الأولمبية. اعتزل في الأصل في يونيو 2012 قبل أن يعود في ديسمبر 2015. اعتزل إميليانينكو للمرة الثانية والأخيرة في 4 فبراير 2023، محققًا 41 فوزًا و7 خسائر ونزال وحيد بدون فائز.
بدأ إميليانينكو مسيرته السياسية في عام 2010، حيث تم انتخابه نائبًا في مجلس دوما الإقليمي في مقاطعة بيلغورود. أصبح بعد ذلك رئيسًا لاتحاد الفنون القتالية المختلطة الروسي (في وقت لاحق الرئيس الفخري ورئيس مجلس الإشراف)، وعضوًا في المجلس الروسي للياقة البدنية والرياضة.

## النشأة
ولد إميليانينكو عام 1976 في مدينة روبيجني، مقاطعة لوهانسك، جمهورية أوكرانيا الاشتراكية السوفيتية، الاتحاد السوفيتي. في عام 1978، عندما كان في الثانية من عمره، انتقلت عائلته داخل الاتحاد السوفيتي إلى ستاري اوسكول، بيلغورود في جمهورية روسيا الاتحادية الاشتراكية السوفيتية. كانت والدته أولغا فيدوروفنا معلمة، وكان والده فلاديمير ألكساندروفيتش لحامًا.

## مسيرته في فنون القتال المختلطة

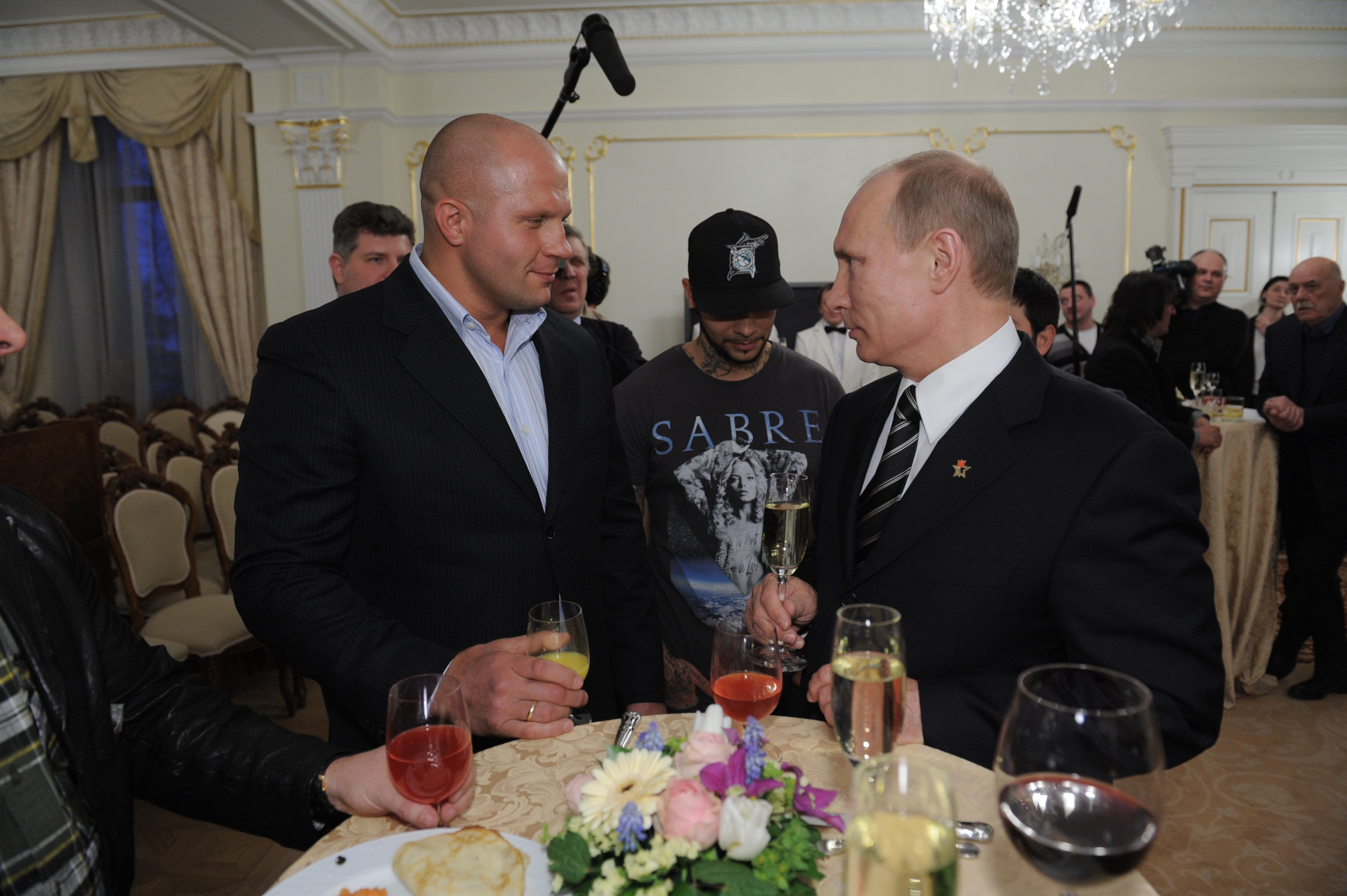
فلاديمير بوتين وبطل العالم للفنون القتالية المختلطة عدة مرات ، فيودور يميليانينكو

### المفاوضات مع دريم
في 13 فبراير 2008، حضر إيميليانينكو مؤتمرًا صحفيًا عقدته شركة دريم، وهي شركة يابانية حديثة الإنشاء للفنون القتالية المختلطة. أكد فاديم فينكلشتين أن المنظمة لديها تحالف متماسك مع إم-1 غلوبل وأن إميليانينكو سيُقاتل على أوراق القتال الخاصة بالمنظمة الجديدة. كشف الرئيس التنفيذي لشركة إم-1 غلوبل فاديم فينكلشتين مؤخرًا عن خطط لتنظيم معركة من أجل فيدور بالتعاون مع دريم، ربما في ليلة رأس السنة الجديدة في اليابان.

### المفاوضات الفاشلة مع يو إف سي
بعد تخطيه مرحلة المعاناة، حاول رئيس يو إف سي دانا وايت مرارًا وتكرارًا التوقيع مع إميليانينكو على عقد حصري. قال وايت عن إميليانينكو؛ «لقد أصبح هاجسي. أريده (في يو إف سي) أكثر مما يريده المشجعون.» يعتبر على نطاق واسع أفضل مقاتل فنون قتالية مختلطة للوزن الثقيل في ذلك الوقت، سيحصل إميليانينكو على نزال على اللقب بشكل فوري ضد بطل يو إف سي للوزن الثقيل الحالي بروك ليسنر، وهو حدث اعتبره وايت «ضخمًا». بعد أن ورد أنه عرض على إميليانينكو عقدًا بقيمة أقل بقليل من 2 مليون دولار أمريكي لكل قتال، مع حوافز لتحقيق المزيد على أساس إيرادات دفع مقابل المشاهدة للنزالات التي كان يتصدرها، انهارت المفاوضات بعد أن طالب فريق إدارة إميليانينكو بالترويج المشترك بين يو إف سي وإم-1 غلوبل، وهي الشروط التي اعتبرها وايت غير مقبولة.
في عام 2012، حاول وايت إغراء إيميليانينكو بالتراجع عن الاعتزال بعد الطلب الكبير من الجماهير على إقامة نزال في يو إف سي بين إيميليانينكو وبروك ليسنر. ومع ذلك، ذكر وايت أن إميليانينكو اعتزل بحزم.

## البطولات والإنجازات

### فنون القتال المختلطة
- بيلاتور
  - نهائي جائزة بيلاتور الكبرى للوزن الثقيل
- بطولة برايد فايتنغ
  - بطولة برايد للوزن الثقيل (مرة واحدة؛ الأخير)[44]
  - ثلاث دفاعات ناجحة عن اللقب
  - بطل العالم للوزن الثقيل في بطولة برايد 2004[44]
- حلقات شبكة القتال
  - بطل الوزن الثقيل في بطولة حلقات (مرة واحدة؛ الأخير)
  - بطولة حلقات للوزن المفتوح (مرة واحدة؛ الأخير)[45]
  - الفائز ببطولة حلقات الدرجة المطلقة 2001[46]
  - الفائز ببطولة حلقات الوزن الثقيل 2001[47]
- الاتحاد العالمي للفنون القتالية المختلطة
  - بطولة الاتحاد العالمي للفنون القتالية المختلطة للوزن الثقيل (مرة واحدة؛ الأول؛ الأخير)[48]
- نيكان سبورتس
  - أفضل مُقاتل في الفنون القتالية المختلطة 2012[49]
- سبورتس إليسترايتد
  - مقاتل العقد الأول من القرن الحادي والعشرين[50]
  - قتال العقد الأول من القرن الحادي والعشرين ضد ميركو كرو كوب في 28 أغسطس 2005[50]
  - أفضل ضربة قاضية في العام 2009 ضد أندراي أرلوفسكي في 24 يناير[51]
- إم إم إيه فايتينغ.كوم
  - مقاتل العقد الأول من القرن الحادي والعشرين[52]
  - قتال العام 2005 ضد ميركو كرو كوب في 28 أغسطس 2005[53]
  - مقاتل الوزن الثقيل لعام 2005[53]
  - مقاتل الوزن الثقيل لعام 2004[53]
  - مقاتل الوزن الثقيل لعام 2003[53]
- مجلة فايت!
  - مقاتل العقد الأول من القرن الحادي والعشرين[54]
- كومبات بريس.كوم
  - أفضل مقاتل عائد لعام 2018[55]
- فاليتودو.آر يو
  - مقاتل العقد الأول من القرن الحادي والعشرين[56]
- بليتشر ريبورت
  - قاعة مشاهير الفنون القتالية المختلطة[57]
  - مقاتل العقد الأول من القرن الحادي والعشرين[58]
  - مقاتل الوزن الثقيل في العقد الأول من القرن الحادي والعشرين[59]
- أبوات.كوم
  - مقاتل العقد الأول من القرن الحادي والعشرين
- ياهو سبورتس
  - قتال العقد الأول من القرن الحادي والعشرين ضد ميركو كرو كوب في 28 أغسطس 2005[60]
- شيردوغ
  - أفضل ضربة قاضية في العام 2009 ضد أندراي أرلوفسكي في 24 يناير[61]
  - قاعة مشاهير الفنون القتالية المختلطة[62]
- داخل إم إم إيه
  - جائزة بازي لأفضل لكمة في العام 2009 من الضربة القاضية ضد أندراي أرلوفسكي في 24 يناير[63]
- قفص البطاطس
  - مقاتل العام 2009[64]
  - أفضل ضرب أرضي في العام 2008 ض. تيم سيلفيا في 19 يوليو[65]
- نشرة ريسلينغ أوبزرفر الإعلامية
  - أفضل مقاتل لعام 2005
- مجلة الحزام الأسود
  - مقاتل العام في إن إتش بي لعام 2004
  - [66][67]
- فايت ماتريكس.كوم
  - النزال الأكثر أهمية في عام 2005 ضد ميركو كرو كوب في 28 أغسطس[68]
  - النزال الأكثر أهمية في عام 2004 ضد أنطونيو رودريجو نوغيرا في 31 ديسمبر[68]
  - النزال الأكثر أهمية في عام 2003 ضد أنطونيو رودريجو نوغيرا في 16 مارس[68]
  - مقاتل العام 2003[68]

## سجل فنون القتال المختلطة
| السجل المهني |        |         |
| 48 نزال      | 40 فوز | 7 خسارة |
| ضربة قاضية   | 16     | 6       |
| إخضاع        | 15     | 1       |
| قرار القضاة  | 9      | 0       |
| بدون قرار    | 1      | 1       |

| النتيجة | السجل    | الخصم                  | الطريقة                            | الحدث                                          | التاريخ        | الجولة | الوقت | المكان                                   | الملاحظات |
| ------- | -------- | ---------------------- | ---------------------------------- | ---------------------------------------------- | -------------- | ------ | ----- | ---------------------------------------- | --- |
| خسر     | 40–7 (1) | ريان بدر               | ضربة فنية قاضية (باللكمات)         | بيلاتور 290 [الإنجليزية]                       | 4 فبراير 2023  | 1      | 2:30  | إنغيوود، كاليفورنيا، الولايات المتحدة    | على لقب بطولة العالم للوزن الثقيل من بيلاتور. |
| فاز     | 40–6 (1) | تيموثي جونسون          | ضربة قاضية (باللكمات)              | بيلاتور 269 [الإنجليزية]                       | 23 أكتوبر 2021 | 1      | 1:46  | موسكو، روسيا                             | |
| فاز     | 39–6 (1) | كوينتون جاكسون         | ضربة فنية قاضية (باللكمات)         | بيلاتور 237 [الإنجليزية]                       | 29 ديسمبر 2019 | 1      | 2:44  | سايتاما، اليابان                         | |
| خسر     | 38–6 (1) | ريان بدر               | ضربة فنية قاضية (باللكمات)         | بيلاتور 214 [الإنجليزية]                       | 26 يناير 2019  | 1      | 0:35  | إنغيوود، كاليفورنيا، الولايات المتحدة    | نهائي بطولة بيلاتور للجائزة الكبرى العالمية للوزن الثقيل.. على لقب بطولة العالم للوزن الثقيل الشاغر من بيلاتور.                                                      |
| فاز     | 38–5 (1) | شيل سونين              | ضربة فنية قاضية (باللكمات)         | بيلاتور 208 [الإنجليزية]                       | 13 أكتوبر 2018 | 1      | 4:46  | يونيوندايل، نيويورك، الولايات المتحدة    | نصف نهائي بطولة بيلاتور للجائزة الكبرى العالمية للوزن الثقيل. |
| فاز     | 37–5 (1) | فرانك مير              | ضربة قاضية (باللكمات)              | بيلاتور 198 [الإنجليزية]                       | 28 أبريل 2018  | 1      | 0:48  | روزمونت، إلينوي، الولايات المتحدة        | ربع نهائي بطولة بيلاتور للجائزة الكبرى العالمية للوزن الثقيل. |
| خسر     | 36–5 (1) | مات ميتريون            | ضربة فنية قاضية (باللكمات)         | بيلاتور إن واي سي                              | 24 يونيو 2017  | 1      | 1:14  | مدينة نيويورك، نيويورك، الولايات المتحدة | |
| فاز     | 36–4 (1) | فابيو مالدونادو        | قرار القضاة (بالأغلبية)            | ليالي القتال العالمية 50: فيدور ضد مالدونادو   | 17 يونيو 2016  | 3      | 5:00  | سانت بطرسبرغ، مقاطعة لينينغراد، روسيا    | النتيجة حكمت بشكل غير رسمي بالتعادل من قبل الرابطة العالمية للفنون القتالية المختلطة؛ ومع ذلك، لم يتم الاعتراف بهذا القرار من قبل اتحاد فنون القتال المختلطة الروسي. |
| فاز     | 35–4 (1) | جايديب سينغ            | ضربة فنية قاضية (خضوع للكمات)      | جائزة ريزين العالمية الكبرى 2015 النهاية: إيزا | 31 ديسمبر 2015 | 1      | 3:02  | سايتاما، اليابان                         | |
| فاز     | 34–4 (1) | بيدرو ريزو             | ضربة قاضية (باللكمات)              | إم-1 غلوبل: فيدور ضد ريزو                      | 21 يونيو 2012  | 1      | 1:24  | سانت بطرسبرغ، مقاطعة لينينغراد، روسيا    | |
| فاز     | 33–4 (1) | ساتوشي إيشي            | ضربة قاضية (باللكمات)              | الكفاح من أجل اليابان: جي دي كيه أو 2011       | 31 ديسمبر 2011 | 1      | 2:29  | سايتاما، اليابان                         | |
| فاز     | 32–4 (1) | جيف مونسون             | قرار القضاة (بالإجماع)             | إم-1 غلوبل: فيدور ضد مونسون                    | 20 نوفمبر 2011 | 3      | 5:00  | موسكو، روسيا                             | |
| خسر     | 31–4 (1) | دان هندرسون            | ضربة فنية قاضية (باللكمات)         | القوة الضاربة: فيدور ضد هندرسون                | 30 يوليو 2011  | 1      | 4:12  | هوفمان إستيتس، إلينوي، الولايات المتحدة  | |
| خسر     | 31–3 (1) | أنطونيو سيلفا          | ضربة فنية قاضية (إيقاف الطبيب)     | القوة الضاربة: فيدور ضد سيلفا                  | 12 فبراير 2011 | 2      | 5:00  | شرق رذرفورد، نيو جيرسي، الولايات المتحدة | ربع نهائي سباق القوة الضاربة للجائزة الكبرى للوزن الثقيل 2011. |
| خسر     | 31–2 (1) | فابريسيو ويردوم        | إخضاع (مثلث الذراع)                | القوة الضاربة: فيدور ضد ويردوم                 | 26 يونيو 2010  | 1      | 1:09  | سان خوسيه، كاليفورنيا، الولايات المتحدة  | |
| فاز     | 31–1 (1) | بريت روجرز             | ضربة فنية قاضية (باللكمات)         | القوة الضاربة: فيدور ضد روجرز                  | 7 نوفمبر 2009  | 2      | 1:48  | هوفمان إستيتس، إلينوي، الولايات المتحدة  | دافع عن لقب بطولة دبليو إيه إن إم إيه للوزن الثقيل. |
| فاز     | 30–1 (1) | أندراي أرلوفسكي        | ضربة قاضية (لكمة)                  | أفليكشن: يوم الحساب                            | 24 يناير 2009  | 1      | 3:14  | آناهايم، كاليفورنيا، الولايات المتحدة    | دافع عن لقب بطولة دبليو إيه إن إم إيه للوزن الثقيل؛ أفضل ضربة قاضية في العام (2009).                                                                                 |
| فاز     | 29–1 (1) | تيم سيلفيا             | إخضاع (خنق خلفي عاري)              | أفليكشن: محظور                                 | 19 يوليو 2008  | 1      | 0:36  | آناهايم، كاليفورنيا، الولايات المتحدة    | فاز بلقب بطولة دبليو إيه إن إم إيه الافتتاحي للوزن الثقيل؛ أفضل إخضاع في العام (2008).                                                                               |
| فاز     | 28–1 (1) | هونغ مان تشوي          | إخضاع (شريط الذراع)                | يارينوكا!                                      | 31 ديسمبر 2007 | 1      | 1:54  | سايتاما، اليابان                         | |
| فاز     | 27–1 (1) | مات ليندلاند           | إخضاع (شريط الذراع)                | بودجت فايت: صراع الأمم                         | 14 أبريل 2007  | 1      | 2:58  | سانت بطرسبرغ، مقاطعة لينينغراد، روسيا    | |
| فاز     | 26–1 (1) | مارك هنت (ملاكم)       | إخضاع (كيمورا)                     | برايد موجة الصدمة 2006                         | 31 ديسمبر 2006 | 1      | 8:16  | سايتاما، اليابان                         | دافع عن لقب بطولة برايد للوزن الثقيل. |
| فاز     | 25–1 (1) | مارك كولمان            | إخضاع (شريط الذراع)                | برايد 32                                       | 21 أكتوبر 2006 | 2      | 1:17  | لاس فيغاس، نيفادا، الولايات المتحدة      | |
| فاز     | 24–1 (1) | زولوزينيو              | ضربة فنية قاضية (خضوع للكمات)      | برايد موجة الصدمة 2005                         | 31 ديسمبر 2005 | 1      | 0:26  | سايتاما، اليابان                         | |
| فاز     | 23–1 (1) | ميركو كرو كوب          | قرار القضاة (بالإجماع)             | برايد الصراع النهائي 2005                      | 28 أغسطس 2005  | 3      | 5:00  | سايتاما، اليابان                         | دافع عن لقب بطولة برايد للوزن الثقيل. قتال العام (2005). قتال العقد (عقد 2000).                                                                                      |
| فاز     | 22–1 (1) | تسويوشي كوساكا         | ضربة فنية قاضية (إيقاف الطبيب)     | برايد الساموراي 6                              | 3 أبريل 2005   | 1      | 10:00 | يوكوهاما، اليابان                        | |
| فاز     | 21–1 (1) | أنطونيو رودريجو نوغيرا | قرار القضاة (بالإجماع)             | برايد موجة الصدمة 2004                         | 31 ديسمبر 2004 | 3      | 5:00  | سايتاما، اليابان                         | دافع عن لقب بطولة برايد للوزن الثقيل. نهائي سباق برايد للجائزة الكبرى للوزن الثقيل 2004.                                                                             |
| ب.ف     | 20–1 (1) | أنطونيو رودريجو نوغيرا | ب.ف (قطع بالخطأ)                   | برايد الصراع النهائي 2004                      | 15 أغسطس 2004  | 1      | 3:52  | سايتاما، اليابان                         | حافظ على لقب بطولة برايد للوزن الثقيل. نهائي سباق برايد للجائزة الكبرى للوزن الثقيل 2004.                                                                            |
| فاز     | 20–1     | ناويا أوجاوا           | إخضاع (شريط الذراع)                | برايد الصراع النهائي 2004                      | 15 أغسطس 2004  | 1      | 0:54  | سايتاما، اليابان                         | نصف نهائي سباق برايد للجائزة الكبرى للوزن الثقيل 2004. |
| فاز     | 19–1     | كيفن راندلمان          | إخضاع (كيمورا)                     | برايد العد التنازلي الحاسم 2004                | 20 يونيو 2004  | 1      | 1:33  | سايتاما، اليابان                         | ربع نهائي سباق برايد للجائزة الكبرى للوزن الثقيل 2004. |
| فاز     | 18–1     | مارك كولمان            | إخضاع (شريط الذراع)                | برايد القضاء التام 2004                        | 25 أبريل 2004  | 1      | 2:11  | سايتاما، اليابان                         | الجولة الأولى لسباق برايد للجائزة الكبرى للوزن الثقيل 2004. |
| فاز     | 17–1     | يوجي ناغاتا            | ضربة فنية قاضية (باللكمات)         | إينوكي بوم با يي 2003                          | 31 ديسمبر 2003 | 1      | 1:02  | كوبه، اليابان                            | |
| فاز     | 16–1     | غاري جودريدج           | ضربة فنية قاضية (ركلة سوكر ولكمات) | برايد القضاء التام 2003                        | 10 أغسطس 2003  | 1      | 1:09  | سايتاما، اليابان                         | |
| فاز     | 15–1     | كازويوكي فوجيتا        | إخضاع (خنق خلفي عاري)              | برايد 26                                       | 8 يونيو 2003   | 1      | 4:17  | طوكيو، اليابان                           | |
| فاز     | 14–1     | إيجيديوس فالافيشيوس    | إخضاع (كيمورا)                     | حلقات ليتوانيا: حلقات بوشيدو 7: الأدرينالينا   | 5 أبريل 2003   | 2      | 1:11  | فيلنيوس، ليتوانيا                        | |
| فاز     | 13–1     | أنطونيو رودريجو نوغيرا | قرار القضاة (بالإجماع)             | برايد 25                                       | 16 مارس 2003   | 3      | 5:00  | يوكوهاما، اليابان                        | فاز بلقب بطولة برايد للوزن الثقيل. |
| فاز     | 12–1     | جوستين هيرنغ           | ضربة فنية قاضية (إيقاف الطبيب)     | برايد 23                                       | 24 نوفمبر 2002 | 1      | 10:00 | طوكيو، اليابان                           | |
| فاز     | 11–1     | سيمي شيلت              | قرار القضاة (بالإجماع)             | برايد 21                                       | 23 يونيو 2002  | 3      | 5:00  | سايتاما، اليابان                         | |
| فاز     | 10–1     | كريس هاسمان            | ضربة فنية قاضية (باللكمات)         | حلقات: النهائي الكبير لسلسلة اللقب العالمي     | 15 فبراير 2002 | 1      | 2:50  | يوكوهاما، اليابان                        | نهائي بطولة حلقات الدرجة المطلقة 2001. |
| فاز     | 9–1      | لي هاسديل              | إخضاع (كيمورا)                     | حلقات: سلسلة لقب العالم 5                      | 21 ديسمبر 2001 | 1      | 4:10  | يوكوهاما، اليابان                        | نصف نهائي بطولة حلقات الدرجة المطلقة 2001. |
| فاز     | 8–1      | ريوشي ياناجيساوا       | قرار القضاة (بالإجماع)             | حلقات: سلسلة لقب العالم 4                      | 20 أكتوبر 2001 | 3      | 5:00  | طوكيو، اليابان                           | ربع نهائي بطولة حلقات الدرجة المطلقة 2001. |
| فاز     | 7–1      | ريناتو سوبرال          | قرار القضاة (بالإجماع)             | حلقات: الذكرى العاشرة                          | 11 أغسطس 2001  | 2      | 5:00  | طوكيو، اليابان                           | نهائي بطولة حلقات الوزن المفتوح 2001. |
| فاز     | 6–1      | كيري شال               | إخضاع (شريط الذراع)                | حلقات: سلسلة لقب العالم 1                      | 20 أبريل 2001  | 1      | 1:47  | طوكيو، اليابان                           | نصف نهائي بطولة حلقات الوزن المفتوح لعام 2001. |
| فاز     | 5–1      | ميهايل أبوستولوف       | إخضاع (خنق خلفي عاري)              | حلقات روسيا: روسيا ضد بلغاريا                  | 6 أبريل 2001   | 1      | 1:03  | يكاترينبورغ، سفيردلوفسك أوبلاست، روسيا   | |
| خسر     | 4–1      | تسويوشي كوساكا         | ضربة فنية قاضية (إيقاف الطبيب)     | حلقات: ملك الملوك 2000 بلوك ب                  | 22 ديسمبر 2000 | 1      | 0:17  | أوساكا، اليابان                          | بطولة حلقات ملك الملوك 2000 الجولة الثانية. |
| فاز     | 4–0      | ريكاردو أرونا          | قرار القضاة (بالإجماع)             | حلقات: ملك الملوك 2000 بلوك ب                  | 22 ديسمبر 2000 | 3      | 5:00  | أوساكا، اليابان                          | ملك الملوك حلقات 2000 الجولة الافتتاحية للبطولة. |
| فاز     | 3–0      | هيرويا تاكادا          | ضربة قاضية (باللكمات)              | حلقات: معركة سفر التكوين المجلد. 6             | 5 سبتمبر 2000  | 1      | 0:12  | طوكيو، اليابان                           | |
| فاز     | 2–0      | ليفون لاجفيلافا        | إخضاع (خنق خلفي عاري)              | حلقات: روسيا ضد جورجيا                         | 16 أغسطس 2000  | 1      | 7:24  | تولا، تولا أوبلاست، روسيا                | |
| فاز     | 1–0      | مارتن لازاروف          | إخضاع (خنق المقصلة)                | حلقات روسيا: روسيا ضد بلغاريا                  | 21 مايو 2000   | 1      | 2:24  | يكاترينبورغ، سفيردلوفسك أوبلاست، روسيا   | |

## فيلموغرافيا

### الأفلام
| العام | العنوان                                             | الدور | ملاحظات                  |
| ----- | --------------------------------------------------- | ----- | ------------------------ |
| 2009  | فيدور: أسوأ رجل على هذا الكوكب                      | نفسه  | السيرة الذاتية الوثائقية |
| 2009  | أصول سي إن بي سي: القتال النهائي: حفنة من الدولارات | نفسه  | أرشيف لقطات              |
| 2010  | التنفيذ الخامس                                      | فيدور |                          |
| 2011  | نيويورك فنون القتال المختلطة                        | نفسه  | كاميو؛ وثائقي            |

### التلفزيون
| العام | العنوان                                    | الدور | ملاحظات                                                    |
| ----- | ------------------------------------------ | ----- | ---------------------------------------------------------- |
| 2006  | 무한도전 (تحدي بلا حدود)                   | نفسه  | ضيف الموسم 04؛ الحلقة 18 و19: «أجزاء تحديات المصارعة 1 و2» |
| 2007  | سلاح بشري                                  | نفسه  | كاميو الموسم 01؛ الحلقة 11: «سامبو»                        |
| 2008  | داخل إم إم إيه                             | نفسه  | مقابلة ضيف مع باس راتين                                    |
| 2008  | 놀라운 대회 스타킹 (ستار كينغ)             | نفسه  | ضيف                                                        |
| 2009  | العلوم الرياضية                            | نفسه  | ضيف الموسم 02؛ الحلقة 01: «اختنق وانتقد»                   |
| 2009  | داخل إم إم إيه                             | نفسه  | جائزة بزي لجائزة ضربة قاضية بلكمة لهذا العام               |
| 2012  | 놀라운 대회 스타킹 (ستار كينغ)             | نفسه  | ضيف معرض سامبو مع تشان سونغ جونغ                           |
| 2012  | クイズ☆タレント名鑑 (مسابقة دليل المواهب)  | نفسه  | متسابق بطولة السومو النهائية 2012                          |
| 2013  | 世界行ってみたらホントはこんなトコだった!? | نفسه  | كاميو الموسم 03؛ الحلقة 04: «روسيا»                        |
| 2013  | ジャイアントキリング (قتل العملاق)         | نفسه  | متسابق النهائيات العالمية لمصارعة الأذرع للرياضيين         |
| 2014  | الصوت ضد                                   | نفسه  | ضيف الموسم 05؛ الحلقة 04: «الصوت ضد: فيدور»                |

### ألعاب الفيديو
| العام | العنوان                                    | الدور                       |
| ----- | ------------------------------------------ | --------------------------- |
| 2003  | جائزة برايد جي بي الكبرى 2003 [الإنجليزية] | شخصية قابلة للعب            |
| 2010  | إي إيه سبورتس إم إم إيه [الإنجليزية]       | شخصية قابلة للعب غلاف رياضي |

### الإعلانات
| العام | العنوان                    | ملاحظات        |
| ----- | -------------------------- | -------------- |
| 2008  | ملابس أفليكشن [الإنجليزية] | دولي           |
| 2009  | سنيكرز                     | كوريا الجنوبية |
| 2011  | للأمام ملابس رياضية        | روسيا          |
| 2012  | مرسيدس-بنز                 | روسيا          |

## الفهرس
| المؤلف                                               | العنوان                                                              | العام | الناشر                 | ردمك          |
| ---------------------------------------------------- | -------------------------------------------------------------------- | ----- | ---------------------- | ------------- |
| فيدور إميليانينكو، جلين كوردوزا، إريك كراوس          | فيدور: نظام القتال لملك الفنون القتالية المختلطة في العالم بلا منازع | 2008  | منشورات حزام النصر     | 9780977731541 |
| فيدور إميليانينكو، فاسيلي شيستاكوف، سفيتلانا إريجينا | سامبو: علم الفوز                                                     | 2012  | مجموعة أولما الإعلامية | 9785373048637 |

## الملاحظات
1. ↑  (بالروسية: Фёдор Влади́мирович Емелья́ненко)‏, تر. Fyodor Vladimirovich Yemelyanenko؛ (بالروسية: ˈfʲɵdər vlɐˈdʲimʲɪrəvʲɪtɕ jɪmʲɪˈlʲjænʲɪnkə)‏
؛[6]

## وصلات خارجية
- فيدور إميليانينكو على موقع JudoInside.com (الإنجليزية)
- فيدور إميليانينكو على موقع بيلاتور (الإنجليزية)
- فيدور إميليانينكو على موقع شيردوغ (الإنجليزية)
- فيدور إميليانينكو على موقع Tapology.com (الإنجليزية)
- فيدور إميليانينكو على موقع إي إس بي إن (الإنجليزية)
- فيدور إميليانينكو على موقع IMDb (الإنجليزية)
- فيدور إميليانينكو على موقع قاعدة بيانات الفيلم (الإنجليزية)

| لقب جديد                          | بطل الاتحاد العالمي للفنون القتالية المختلطة للوزن الثقيل الأول 19 يوليو 2008 – حوالي عام 2010 | الحالي |
| سبقه أنطونيو رودريجو نوغيرا       | بطل برايد للوزن الثقيل الثاني 16 مارس 2003 – حوالي عام 2007                                    | الحالي |
| شاغرآخر من حمل اللقب جيلبرت إيفيل | بطل حلقات للوزن المفتوح الخامس 11 أغسطس 2001 – حوالي عام 2003                                  | الحالي |